# Penstemon wilcoxii
Penstemon wilcoxii är en grobladsväxtart som beskrevs av Per Axel Rydberg. Penstemon wilcoxii ingår i släktet penstemoner, och familjen grobladsväxter. Inga underarter finns listade i Catalogue of Life.

## Bildgalleri

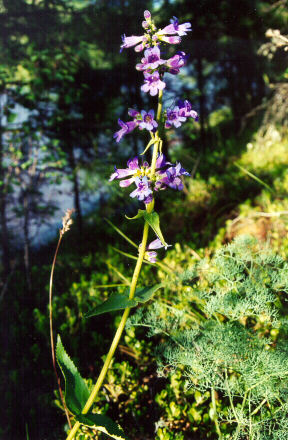